# Burg Kraví Hora
Kraví Hora (deutsch Krawihora, auch Kuhburg) ist eine ehemalige Felsenburg in Tschechien. Sie liegt zwei Kilometer südöstlich von Kuroslepy im Okres Třebíč.

## Geographie
Die Reste der Burg befinden sich im Südosten der Jevišovická pahorkatina auf einem bewaldeten Felssporn linksseitig über der Oslava vor der Einmündung der Chvojnice. Gegenüber liegen die Reste der Burg Levnov. Am Fuße der Burg Kraví Hora liegt im Tal der Oslava die Mühle Senoradský Mlýn. Gegen Westen liegt der Burgstall Šance.
Umliegende Ortschaften sind Kuroslepy, Ketkovice, Čučice, Senorady, Mohelno und Kladeruby nad Oslavou.

## Geschichte
Alten Überlieferungen zufolge, sollen sich laut dem Chronisten Václav Hájek z Libočan am Kraví Hora zur Zeit des Untergangs des Großmährischen Reiches mehrere Mährer vor den Ungarn verborgen haben. Diese sollen danach das Prädikat von Kraví Hora verwendet haben.
Die erste urkundliche Erwähnung der Burg erfolgte im Jahre 1367 als Besitz des Ješek von Náchod, der auch das Prädikat von Kraví Hora gebrauchte. Sein gleichnamiger Sohn verkaufte die Burg einschließlich des Dorfes an die Herren von Schellenberg, den Besitzern der Burg Šelmberk. Die militärische Besatzung der Burg unternahm während des mährischen Bruderkrieges zwischen Jobst und Prokop von Mähren Plünderzüge in die Güter des Benediktinerklosters Třebíč. 1409 wurde die Burg von den Znaimern belagert. Von den Schellenbergern fiel Kraví Hora zusammen mit der Herrschaft Březník ihrem Verwandten Jan Komorovský von Komorovice zu, der nach 1459 verstarb. König Georg von Podiebrad überließ dessen Besitz an Matěj von Náchod und Březník, einen Teil der Güter erhielten die Vladiken von Kralice. Dies führte nachfolgend zu Fehden zwischen Matěj von Náchod und den Kralický von Kralice.
Nach Ende der Hussitenkriege zogen marodierende Söldner Albrechts V. plündernd durch die Gegend. Dabei nistete sich die Räuberbande von Burghart Kienberger auf Levnov und weiteren Burgen ein und forderte den nach dem Tode Albrechts rückständigen Sold. Der sowohl von den Besitzern der Burgen als auch von den Räubern einberufene Mährische Landtag entschied in Velké Meziříčí, dass die besetzten Burgen Levnov, Kraví Hora, Lamberk, Sedlecký hrad, Holoubek und Kufštejn sowie die Stadt Pohořelice von den rechtmäßigen Besitzern ausgelöst und danach von der Landwehr der mährischen Stände geschleift werden sollten. Nach der Einlösung zog die kienbergersche Söldnerbande – wahrscheinlich unter Zusicherung freien Geleits – nach Österreich ab. Anschließend begann die Landwehr 1442 mit der Schleifung der Burgen. Die Städte Brno, Ivančice, Znojmo, Třebíč und Jihlava hatten die rechtmäßigen Besitzer für die Schleifung zu entschädigen. Nachdem Matěj von Náchod und Březník verstorben war, fielen die Güter 1492 seinen Erzfeinden, den Kralický von Kralice, zu.

## Anlage
Die mit einem trapezförmigen Grundriss angelegte Burg war von Süden und Osten durch die Täler der Oslava und Chvojnice geschützt. Bis auf die Südseite war Kraví Hora von einem Wall und Graben umgeben. Der Eingang zur Burg erfolgte von Norden.
Erhalten sind ein fünf Meter hoher halbrunder Stumpf des Bergfriedes und der Burggraben.